# InDo
『InDo』（インド）は、2000年に発売された細野晴臣プロデュースの音楽作品。アーティスト名義はPre YMO&Various Artists。
YMO最後の未発表曲とされる楽曲「インド」を元にしたリミックス・アルバム。

## 解説
1978年、細野はYMOを結成後、プリプロダクション用トラックとして、8月15日に楽曲「インド」のレコーディングを行った。高橋幸宏のドラムパートまで収録したが、その後細野が「投げやりなメロディを入れただけ」で、途中で作るのをやめてしまい、そのままお蔵入りとなった。
1982年3月、細野のソロ・アルバム『フィルハーモニー』制作時、本楽曲のダビング作業が行われるもこの時もお蔵入りとなった。
1998年、アルファレコードの倉庫より「インド」のアナログ24chマルチテープが発見され、「未完成の楽曲を完成させる」というコンセプトのもと、細野は5組のアーティストにリミックスを依頼。さらに細野自身のリミックスと、原曲をほぼそのまま収録し、一枚のアルバムとして2000年にリリースした。
アルバムは一度廃盤となったが、2005年にビクターエンタテインメントよりボーナストラックを加え再発された。

## 収録曲

### 2000年版
ジャケットはオレンジ。
1. InDo 2000 / Haruomi Hosono
  - 細野晴臣によるリミックス。
2. Dub Squad Remix / Dub Squad
  - Dub Squadによるリミックス。
3. audio active Remix / audio active
  - audio activeによるリミックス。
4. 4 Hero Remix / 4 Hero
  - 4ヒーローによるリミックス。
5. Masters At Work Remix / Masters At Work
  - マスターズ・アット・ワーク（英語版）によるリミックス。
6. Apache 61 Remix / Apache 61
  - Apache 61によるリミックス。
7. InDo 1978 / Pre YMO
  - オリジナル音源に、細野による若干のミックス（シンセ・ベースの音色変更、レゲエのオルガン追加など）を施したもの。

### 2005年版
ジャケットはエメラルドグリーン。
1. InDo 2000 / Haruomi Hosono
2. Dub Squad Remix / Dub Squad
3. audio active Remix / audio active
4. 4 Hero Remix / 4 Hero
5. Masters At Work Remix / Masters At Work
6. Apache 61 Remix / Apache 61
7. InDo 1978 / Pre YMO
8. Junior Vasquez Remix〜Junior's Magic Beats〜 / Junior Vasquez
  - ジュニア・ヴァスケスによるリミックス。